# Walter Augustin
Walter Augustin (* 30. März 1936 in Horn (Hunsrück); † 26. April 2020 ebenda) war ein deutscher Politiker der FDP.
Augustin besuchte 1942 bis 1950 die Volksschule Horn und 1954 bis 1956 die Landwirtschaftsschule. 1967 wurde er Landwirtschaftsmeister und arbeitete als selbstständiger Landwirt. 
1969 trat er in die FDP ein und war für seine Partei 1970 bis 2009 Mitglied des Verbandsgemeinderats Simmern/Hunsrück, Fraktionssprecher. 1974 bis 1994 war er Mitglied des Ortsgemeinderats Horn (Verbandsgemeinde Simmern). Von 1979 bis 2005 bekleidete er das Amt des Ortsbürgermeisters von Horn, er war außerdem 1994 bis 2009 Mitglied des Kreistags und des Kreisausschusses im Rhein-Hunsrück-Kreis. Am 10. Januar 2000 rückte er für den verstorbenen Peter Caesar in den rheinland-pfälzischen Landtag nach und gehörte diesem bis zum Ende der Wahlperiode 2001 an. Im Landtag war er Mitglied im Ausschuss für Landwirtschaft und Weinbau.
1960 bis 1965 sowie 1967 bis 1985 war er Vorstandsmitglied und 1971 bis 1985 Vorsitzender der TuS Horn. 1969 bis 1990 war er Mitglied im Vorstand der Raiffeisenbank Horn, 1969 bis 1990 Mitglied im Vorstand der Milchwerke Hunsrück, 1975 bis 1999 Mitglied im Vorstand des Bauern- und Winzerverbands Rhein-Hunsrück. Daneben war er für das Oberverwaltungsgericht Koblenz, Flurbereinigungsgericht für Rheinland-Pfalz und das Saarland, das Amtsgericht Bad Kreuznach, Landwirtschaftsgericht Rheinland-Pfalz und das Saarland tätig und war Mitglied des Gutachterausschusses Rhein-Hunsrück-Kreis.
2004 wurde er mit der Freiherr-vom-Stein-Plakette ausgezeichnet.